# آلوا کاهون
آلوا کاهون (انگلیسی: Alva Colquhoun؛ زادهٔ ۲۸ فوریهٔ ۱۹۴۲) شناگر اهل استرالیا بود.
وی در مسابقات کشوری و بین‌المللی در مجموع برندهٔ ۱ مدال نقره شده‌است.